# Lonepine (Montana)
Lonepine es un lugar designado por el censo (en inglés, census-designated place, CDP) ubicado en el condado de Sanders, Montana, Estados Unidos. Según el censo de 2020, tiene una población de 177 habitantes.

## Geografía
La localidad está ubicado en las coordenadas 47°41′32″N 114°38′23″O / 47.69222, -114.63972. Según la Oficina del Censo de los Estados Unidos, tiene una superficie total de 35.87 km², de la cual 34.80 km² corresponden a tierra firme y 1.07 km² están cubiertos de agua.

## Demografía
Según el censo de 2020, hay 177 personas residiendo en la localidad. La densidad de población es de 5.09 hab./km². El 83.1% de los habitantes son blancos, el 0.6% es afroamericano, el 7.3% son amerindios, el 1.1% son asiáticos, el 2.8% son de otras razas y el 5.1% son de una mezcla de razas. Del total de la población, el 1.7% son hispanos o latinos de cualquier raza.